# 第306步兵師 (德國國防軍)
德國國防軍陸軍第306步兵師（德語：306. Infanterie-Division）是納粹德國國防軍陸軍的一個步兵師。該師於1940年11月組建。
該師組建後，在比利時駐紮。1943年1月，該師調往東線，此後一直在當地作戰。
該師最後於1944年8月被殲，同年10月解散。

## 註腳
1. ↑  Mitcham（2007年）